# Ingeborg Digman
Ingeborg Eva Charlotta Digman, född 18 november 1907 i Göteborg, död 7 januari 1982 i Stockholm, var en svensk textilkonstnär.
Hon var dotter till handlaren Axel Wetterling och Anna Haglind samt från 1936 gift med hovrättsrådet Hugo Digman (1905–1978). Digman studerade vid Slöjdföreningens skola i Göteborg 1923–1929 och vid Röhsska konstslöjdmuseet 1929–1936. Hon var knuten till Licium i Stockholm. Hennes konst består till stor del av kyrkliga broderier. Makarna Digman är begravda på Östra kyrkogården i Göteborg.